# Toney River
Toney River är ett vattendrag i Kanada.   Det ligger i provinsen Nova Scotia, i den östra delen av landet, 1 000 km öster om huvudstaden Ottawa.
Runt Toney River är det glesbefolkat, med 8 invånare per kvadratkilometer.